# Valichanovtoppen
Valichanovtoppen är ett berg i Antarktis. Det ligger i Östantarktis. Norge gör anspråk på området. Toppen på Valichanovtoppen är 2 730 meter över havet, eller 260 meter över den omgivande terrängen. Bredden vid basen är 1,9 km.
Terrängen runt Valichanovtoppen är varierad. Trakten är obefolkad. Det finns inga samhällen i närheten.